# 科姆索莫利斯卡亞山
66°33′S 93°1′E / 66.550°S 93.017°E
科姆索莫利斯卡亞山是南極洲的山峰，位於瑪麗皇后地，處於馬布斯角以南，海拔高度35米，由澳大利亞探險家率領的探險隊發現，現時由南極條約體系管理。